# جائزة هولندا الكبرى 1967
جائزة هولندا الكبرى 1967 هو سباق فورمولا 1 أقيم بتاريخ 4 يونيو 1967 في حلبة بارك زانتفورت، هولندا. كان الثالث من أصل 11 في بطولة العالم لسباقات الفورمولا واحد موسم 1967. حلّ البريطاني جيم كلارك أولا بينما جاء الأسترالي جاك برابهام في المركز الثاني وحصل على المركز الثالث النيوزلندي ديني هولم.